# Mikepércs
Mikepércs è un comune dell'Ungheria di 3.520 abitanti (dati 2001). È situato nella contea di Hajdú-Bihar.